# Кобаров, Михаил Алексеевич
Михаил Алексеевич Кобаров (1885 — 1962) — участник Белого движения на Юге России, командир конного дивизиона Дроздовской дивизии, полковник.

## Биография
Сын священника. Уроженец Тверской губернии. Среднее образование получил в Тверской духовной семинарии, однако курса не окончил.
В 1907 году окончил Тверское кавалерийское юнкерское училище, откуда выпущен был корнетом в 19-й драгунский Кинбурнский полк. Произведен в поручики 10 сентября 1911 года.
В Первую мировую войну вступил в рядах кинбурнских драгун. За боевые отличия был награждён несколькими орденами, в том числе орденом Св. Анны 4-й степени с надписью «за храбрость». Произведен в штабс-ротмистры 21 октября 1915 года «за выслугу лет».
С началом Гражданской войны вступил в отряд полковника Дроздовского, формирующийся на Румынском фронте, участвовал в походе Яссы — Дон в составе Конного дивизиона. По прибытии в Добровольческую армию — во 2-м конном генерала Дроздовского полку, был командиром 3-го офицерского эскадрона. Произведен в ротмистры 30 сентября 1919 года, в подполковники — 26 апреля 1920 года. В Русской армии — командир конного дивизиона Дроздовской дивизии, полковник. Награждён орденом Св. Николая Чудотворца. Эвакуировался из Крыма в Галлиполи.
Осенью 1925 года — в составе Дроздовского полка в Югославии. В эмиграции в Болгарии, затем в Новой Зеландии. Скончался в 1962 году в Веллингтоне. Похоронен на кладбище Карори. Был женат, имел дочь.

## Награды
- Орден Святой Анны 4-й ст. с надписью «за храбрость» (ВП 2.01.1915)
- Орден Святого Станислава 3-й ст. с мечами и бантом (ВП 2.04.1915)
- Орден Святого Станислава 2-й ст. с мечами (ВП 23.05.1915)
- Орден Святой Анны 3-й ст. с мечами и бантом (ВП 3.01.1916)
- Орден Святителя Николая Чудотворца (Приказ Главнокомандующего № 248, 31 октября 1921)